# Sluh
Sluh je jedno od pet tradicionalnih ljudskih osjetila. 
Kod ljudi i kralježnjaka, slušni sustav sakuplja vibracije, koje uzrokuju zvučni valovi. Zvuk čujemo, jer živci u ušima pretvaraju vibracije u signale, koji idu u mozak. Slušni sustav sastoji se od uha, slušnog živca i dijelova središnjeg živčanog sustava koji su uključeni u osjet sluha. Nemogućnost slušnih organa, da primaju podražaje naziva se gluhoća. 
Za slijepe i slabovidne osobe sluh je primarno osjetilo spoznaje. Učinkovito slušanje daje djeci oštećena vida, posebno slijepima, mnogo korisnih informacija o zbivanjima u bližoj i daljoj okolini, a ujedno je temelj njihovog daljnjeg spoznajnog razvoja. Pri slušanju glazbe slijepa djeca mogu izdvojiti zvukove koja druga djeca teže zamjećuju.
Sluh se mjeri testovima poput audiometrije, elektrokohleografije, timpanometrije, auditornog odgovora moždanog stabla i drugo. 
Pod vodom, teže se određuje izvor zvuka. Brzina zvuka brža je nego u zraku.
Životinje imaju različiti sluh. Pomoću njega komuniciraju, bitan im je za razmnožavanje i uočavanje neprijatelja i plijena. Nekim životinjskim vrstama, sluh je primarno osjetilo. Sisavci imaju dobro razvijen sluh. Poseban oblik je korištenje ultrazvuka. Registriranjem povratka odaslanog zvuka, određuju svoj položaj u prostoru ali i položaj plijena u odnosu na sebe. Dvije su vrste posebno dobro razvile korištenje ultrazvuka, kitovi zubani i šišmiši, ali i neke druge vrste ga upotrebljavaju, samo ne tako izraženo. 

## Objašnjenje
Sluh je osjet kojim se zamjećuju zvukovi i tumači njihovo značenje. Temelji se na prijenosu titraja, izazvanih zvučnim valovima, u unutarnje uho te na pretvorbi tih titraja u živčane impulse. Zvučni se valovi vanjskim zvukovodom prenose do bubnjića i izazivaju njegovo titranje. Titranje bubnjića trima se slušnim koščicama u srednjem uhu prenosi do pužnice u unutarnjem uhu, što u njoj izazove pomicanje tekućine. Nastaju valovi tekućine koji se prenose do bazilarne membrane, opne na osnovici pužnice, i pobuđuju ju na titranje. Na bazilarnoj su membrani osjetne stanice Cortijeva slušnog organa, koje tvore jedan red unutarnjih i 3 do 4 reda vanjskih stanica, i koje na svojim vršcima imaju dlačice. Titranjem bazilarne membrane i osjetnih stanica dlačice se savijaju, pri čem nastaju bioelektrični potencijali, koji u obliku živčanih impulsa odlaze vlaknima slušnoga živca u mozak. Ti se impulsi, koji dolaze uglavnom iz unutarnjih stanica, počinju analizirati već u nižim dijelovima mozga (moždano deblo, talamus), ali se tek u slušnoj kori velikoga mozga potpuno obrađuju i doživljavaju kao osjet sluha. Slušna kora nalazi se obostrano u sljepoočnim (temporalnim) režnjevima velikoga mozga, ali se proteže i u neka susjedna područja moždane kore. S obzirom na funkciju, razlikuju se primarna slušna kora, u koju dolaze živčani impulsi iz pužnice, te sekundarna (asocijacijska) slušna kora, u kojoj ti impulsi dobivaju značenje i smisao.
Uho može zamijetiti nekoliko obilježja zvuka: visinu, glasnoću i boju zvuka te smjer iz kojega zvuk dolazi: 
- visina zvuka ovisi o frekvenciji zvučnih valova; što je ona veća, zvuk je viši. Razlikovanje frekvencija omogućuje građa bazilarne membrane; ona se sastoji od približno 20 000 vlakana, duljina kojih se prema vrhu pužnice povećava, a promjer smanjuje. Postoje različite teorije koje objašnjavaju mehanizam slušanja. Prema jednoj teoriji, o frekvenciji zvučnih valova ovisi koji će dio bazilarne membrane titrati (načelo mjesta); područje osnovice membrane najjače titra pri visokim frekvencijama, a područje njezina vrška pri niskim frekvencijama. Prema drugoj teoriji, razlikovanje frekvencije zvuka ovisi o učestalosti impulsa i o vremenskom uzorku njihova izbijanja u živčanim vlaknima koja odlaze iz pužnice (načelo frekvencije). Ljudsko je uho najosjetljivije za frekvencije između 1000 i 4000 Hz. U djetinjstvu se mogu čuti frekvencije od 20 do 20 000 Hz, a u starosti se taj raspon suzuje (od 50 do 8 000 Hz). Sposobnost razlikovanja visine zvukova vrlo je različita: neke osobe mogu razlučiti dva zvuka koji se frekvencijom razlikuju samo za četvrtinu Hz, a druge samo kada se razlikuju za najmanje 10 Hz. Zvuk frekvencije veće od 20 000 Hz naziva se ultrazvuk. Neke životinje mogu čuti ultrazvuk visokih frekvencija, na primjer šišmiši i kitovi čak do 125 000 Hz.
- glasnoća zvuka zasniva se na zamjećivanju zvučnog tlaka kojim zvučni valovi djeluju na bubnjić. Što je veća jakost (amplituda) zvučnih valova, to je veći tlak na bubnjić. Zbog toga se bazilarna membrana s osjetnim stanicama pomiče jače i živčani se završetci podražuju većom učestalošću, što se doživljava kao zvuk veće glasnoće. Povećanje glasnoće zvuka zamjećuje se i titranjem sve većega broja osjetnih stanica. Jedinica je za jakost zvuka decibel (dB). Zvuk jakosti 0 dB na pragu je čujnosti, zvuk jakosti 130 dB nanosi bol, a onaj jakosti 140 dB može oštetiti slušni sustav.
- boja zvuka svojstvo je koje omogućuje razlikovanje zvukova istih frekvencija, glasnoće i trajanja. To svojstvo određuju dodatne frekvencije (viši harmonici), koje se uz osnovnu frekvenciju pojavljuju gotovo u svakom zvučnom uzorku, pa se tako može razlučiti na primjer isti ton odsviran na glasoviru ili na violini, ili različit glas pojedinih ljudi.
- smjer iz kojega zvuk dolazi određuje se s pomoću vremenske razlike kojom zvuk ulazi u jedno i u drugo uho, te s pomoću razlike jakosti zvukova koji ulaze u oba uha. Stoga je za određivanje smjera zvuka nužno funkcioniranje obaju uha.

Oštećenje sluha nastaje zbog: promjena (ozljede) uške, začepljenja vanjskih zvukovoda ušnom smolom (cerumen), stranim tijelom ili tumorom, zbog upale ili prodora bubnjića, zbog buke, začepljenja Eustahijeve cijevi, otoskleroze i drugog. (gluhoća; nagluhost). Znanost o sluhu naziva se audiologija. Osjetljivost sluha mjeri audiometrija.

## Poveznice
- vid
- njuh
- opip
- okus